# Horishni Plavni
Horishni Plavni (tiếng Ukraina: Горішні Плавні) là một thành phố của Ukraina. Thành phố này thuộc tỉnh Poltava. Thành phố này có diện tích ? km2, dân số theo điều tra dân số năm 2001 là 51740 người.